# 135 Dywizja Strzelecka (ZSRR)
135 Dywizja Strzelecka (ros. 135-я стрелковая дивизия) – związek taktyczny (dywizja) Armii Czerwonej z okresu II wojny światowej.

## Walki
W 1945 roku razem z 92 Dywizją Strzelecką, 245 Dywizją Strzelecką i 286 Dywizją Strzelecką wchodziła w skład 115 Korpusu Strzeleckiego. W czasie walk na ziemiach polskich 135 DS dowodził gen. mjr Filip Romaszyn. Dywizja uczestniczyła w ofensywie Armii Czerwonej rozpoczętej 12 stycznia 1945 roku, biorąc udział m.in. w przełamaniu niemieckich fortyfikacji Stellung a2.

## Struktura organizacyjna
- 396 pułk strzelecki
- 497 pułk strzelecki
- 791 pułk strzelecki
- 276 pułk artylerii[4]

## Dowódcy dywizji
- kombrig Fiodor Smiechotworow (był w 1939)[5]